# Histoire de la musique
L'histoire de la musique est l'étude de l'évolution de tous les types de musiques de toutes les régions du monde.

## Origine de la musique

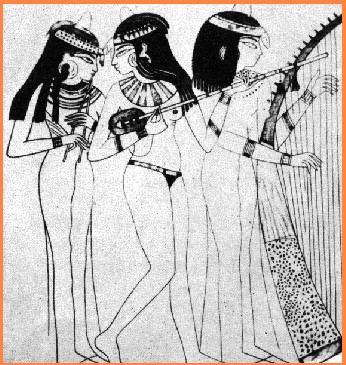
Musiciennes égyptiennes.

La musique existe depuis les temps les plus reculés et il est difficile de dater, même approximativement, son origine. Le rythme et la mélodie sont toujours présents dans la musique et il est difficile de savoir lequel des deux fut le point de départ de cet art ancestral (chants, battements de mains, choc de pierres ou de morceaux de bois). Quelques traces furent découvertes en Afrique mais l'étude de la musique préhistorique paraît être une gageure. Les recherches archéologiques font remonter l'utilisation d'instruments de musique (trous percés dans des instruments faits d'os ou d'argile) parfois associés à des instruments de chasse (tels les appeaux ou les rhombes formant un lasso lesté) à au moins 35 000 ans.
On ne peut cependant pas avancer une date précise pour l'apparition de la musique. Au début, la musique des hommes qui vivaient à ces époques lointaines n'était pas semblable à la nôtre. Les mélodies qu'ils inventaient traduisaient des sentiments, des émotions élémentaires. Le rythme leur donnait vie. La danse est la musique du corps et ils dansaient et martelaient le sol avec les pieds pour accompagner leur musique. Leurs danses consistaient entièrement en mouvements du corps et des bras, lents ou endiablés, doux ou violents, selon le sentiment exprimé. Les hommes préhistoriques ont probablement adopté l'expression musicale au cours de cérémonies rituelles associant gestes (fumigations, danses, d'où l'intérêt du nouveau champ d'études interdisciplinaire développé à la fin du XXe siècle, appelé choréomusicologie (en)), musique et chant.
Leur musique pouvait être gaie ou mélancolique, leur tenir compagnie au travail ou à la guerre. Elle pouvait être violente ou douce. Elle pouvait aussi exalter leurs sentiments religieux par des incantations destinées à agir sur les phénomènes que ces hommes ne pouvaient s'expliquer, comme le vent, le tonnerre, la maladie… Elle servait également à communiquer avec les esprits, apaiser les démons, etc.
Une première recherche directe en musique préhistorique est entreprise par le préhistorien Michel Dauvois et le spécialiste de musique antique Iegor Reznikoff qui s'intéressent aux paysages sonores de trois grottes paléolithiques de l'Ariège : leur étude entre 1983 et 1985 émet l'hypothèse controversée que les peintures sont concentrées dans les endroits des grottes où l'écho est le plus fort. Le « choix des emplacements de figures a été fait en grande partie pour la valeur sonore de ces emplacements » et ces hommes ont probablement chanté ou joué de la musique en direction des figures animales, par exemple en jouant du rhombe de bison en direction de ce mammifère, de la flûte en radius de cygne en direction des oiseaux, du cor fait d'une corne d'auroch, de renne, de bouquetin, en direction de ces animaux.
Les phalanges sifflantes sont les premiers « instruments de musique » préhistoriques découverts par des archéologues en 1860, dans la grotte d'Aurignac. Ces phalanges perforées de renne, comme les sifflets en os troués, ont probablement été utilisés comme outils de chasse pour communiquer entre les membres d'un clan ou avec des loups apprivoisés, voire servir d'appeaux mais il est difficile de savoir s'ils pouvaient produire une mélodie et donc être véritablement qualifiés d'instruments de musique.

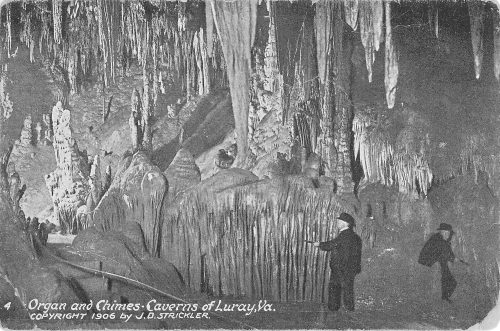
Cette carte postale en 1906 illustre un concert de « paléomusique » avec des stalactites et stalagmites des grottes de Luray.

D'autres instruments de musique ont pu être confectionnés dans des matières végétales périssables. Les hommes préhistoriques ont pu également faire résonner des pierres naturelles, les lithophones (instruments dormants : stalactites et stalagmites ; instruments mobiles : phonolites, pilons ou haches qui produisent des sons cristallins lorsqu'ils sont posés sur des points souples et percutés avec des maillets en bois, à l'instar des gamelans),.
En septembre 2008, des chercheurs mettent au jour dans la grotte de Hohle Fels en Allemagne trois flûtes en ivoire de mammouth, en os de cygne et en os de vautour. Cette dernière est datée par la méthode du carbone 14 à plus de 35 000 ans, ce qui en fait le plus vieil instrument de musique dans le monde.
La notion de mythe dans l'art pariétal permet d'organiser les assemblages complexes dans un temps et un espace pour un groupe social qui par l'abstraction dans la pensée psychologique fabrique un « couple phonation-graphie »; Cela permet au groupe d'énoncer par la voix le symbole figuratif peint sur la paroi. Ces mythes aboutissent à l'art musical sumérien par le chant et la mélodie, chants écrits pour apaiser ou exciter.
Certaines légendes vantent les vertus de la musique, tantôt maléfique, parfois bénéfique. Ainsi la légende d’Orphée, dont la femme, Eurydice, fut mordue par un serpent le jour même de ses noces. Orphée descend alors aux Enfers, et charme par la douceur de son chant les divinités infernales qui lui rendent son épouse.
Mais il n'existait alors aucune règle. En Chine on a retrouvé les premières traces de leur théorie musicale, qui dateraient d'environ dix siècles av. J.-C. Cette musique est inséparable de la poésie et de la danse, pour certains sages elle exprimait l'équilibre entre le ciel et la terre. Une gamme avait été aussi inventée, comportant cinq notes, qui se succédaient de quinte en quinte ascendante, en partant de fa. Chaque note avait valeur de symbole : la première représentait un prince, la deuxième un ministre, etc. Bien après, apparut une autre gamme de sept notes, elle est semblable à celle que nous utilisons aujourd'hui. Ces deux gammes sont encore utilisées en Chine.
Le poète chinois Liù-Wei raconte que selon la légende, 2 500 ans avant notre ère sous le règne de l'empereur Huángdì, ce dernier chargea un maître de musique à la Cour d'une mission difficile : lui ramener le secret du chant des oiseaux qui vivaient dans une région reculée où les oiseaux chantaient comme nulle part ailleurs. Le maître partit immédiatement et quand il revint, des mois plus tard, il avait avec lui douze flûtes qui correspondaient aux douze notes de la gamme chromatique. Cependant pendant des siècles les Chinois n'utilisèrent que des gammes à cinq notes ou pentatoniques, toutes fondées sur les 12 notes de la gamme chromatique, par exemple fa dièse, sol dièse, la dièse, do dièse et ré dièse.
Les Chinois de cette époque avaient déjà de nombreux instruments de musique à disposition comme des cloches chinoises et des tambours, des orgues à bouche, des flûtes, des cithares chinoises ressemblant à des mandolines et un luth primitif au son très doux fait d'une longue et étroite pièce de bois sur laquelle des cordes étaient tendues. Dès les temps anciens, la musique accompagnait toutes les cérémonies. Chanteurs, danseurs et instrumentistes participaient de façon importante aux cultes célébrés aux forces de la nature ; plus tard, ces cultes furent dédiés à Bouddha et Confucius.
L'épitaphe de Seikilos, retrouvée près de Trales, en Asie Mineure et datée du IIe ou du  Ier siècle av. J.-C. serait le plus ancien exemple découvert à ce jour[Quand ?] d'une composition musicale complète avec sa notation. Les œuvres musicales survivantes sumériennes les plus célèbres sont les hymnes hourrites, de l'ancienne cité d'Ougarit (en actuelle Syrie), datant d'environ du 14e siècle av. J.-C. selon des études de 2015.

## Musique classique occidentale
En donnant une suite à la musique de la Grèce antique et à celle de la Rome antique, la
musique classique occidentale trouve son origine dans le chant chrétien diffusé par les communautés des premiers siècles. L'unification des rites fera évoluer la musique vers le chant grégorien, monodique et apparaîtra alors le premier système d'écriture musicale en Occident.
La polyphonie interviendra dans les siècles suivants, qui nécessitera une écriture plus précise, mise en forme par le moine Guido d'Arezzo. La transmission de la musique populaire étant orale, seule la musique sacrée du Moyen Âge des écoles successives (ars antiqua et ars nova) parviendra jusqu'à nous. Les troubadours, des gens instruits, furent les premiers à introduire des thèmes de musique populaire dans la musique savante. La pré-Renaissance verra se développer essentiellement les écoles de musique franco-flamandes qui seront à l'origine de la théorie de l'harmonie.
Au XVIe siècle se produit l'un des événements les plus importants pour la diffusion de la musique : la création de l'imprimerie musicale. C'est aussi le siècle de la naissance de l'opéra dont le représentant le plus important est Claudio Monteverdi. Le développement extraordinaire de la musique lors des siècles suivants aboutira entre autres aux compositions de Johann Sebastian Bach, de Georg Friedrich Händel, d'Antonio Vivaldi et de Domenico Scarlatti pour la période baroque, de Mozart et Haydn pour la période classique.
Au début du XIXe siècle domine la personnalité de Ludwig van Beethoven. C'est la « saison du grand symphonisme allemand » et le XIXe sera aussi celle de l'opéra italien avec Gioachino Rossini puis Giuseppe Verdi, du romantisme pianistique avec Franz Liszt et Frédéric Chopin, et violonistique avec Niccolò Paganini. C'est le siècle de la musique romantique.
À la fin du XIXe siècle le système harmonique est poussé jusqu'à ses limites notamment par Richard Wagner, Anton Bruckner et Gustav Mahler, tout comme le colorisme symphonique par Rimski-Korsakov, et aboutit à ce que certains appellent "la crise du système tonal", telle qu'elle ressort dans le prélude de Tristan et Isolde de Richard Wagner. Une révolution s'ensuit avec la création dans la deuxième décennie du XXe siècle, par Arnold Schönberg et ses élèves, d'un nouveau système, le dodécaphonisme. C'est la période de la musique moderne, riche en innovations harmoniques et rythmiques, dont les plus grands représentants sont Igor Stravinsky, Béla Bartók ou Maurice Ravel.
La deuxième partie du XXe siècle voit l'émergence de la musique contemporaine, période dense d'expérimentations et de remises en cause, du sérialisme intégral de Pierre Boulez, au happening musicaux de John Cage, et les innovations de Karlheinz Stockhausen avec l'électronique. À partir de 1960, la diversité des courants musicaux s'enrichit considérablement, avec la musique minimaliste des Américains Steve Reich, Philip Glass, John Adams, l'école spectrale de Gérard Grisey et Tristan Murail, ou encore le courant postmoderne Arvo Pärt, Henryk Górecki.

## Musique traditionnelle occidentale
Parallèlement à la musique savante ont évolué en Occident des musiques qui sont fortement liées ou associées à un folklore, à une culture nationale ou religieuse, voire à une zone géographique. Elles ont également une histoire avec des origines et une évolution également décrites dans la partie de l'ethnomusicologie qui leur est consacrée.

### Europe
On distingue en Europe plusieurs types de musiques selon des bassins linguistiques ou culturels. Ils correspondent à l'aire de propagation historique d'une civilisation ou d'un peuple ; par exemple les Celtes se sont surtout implantés dans les îles britanniques et sur l'extrême pourtour des côtes occidentales où curieusement on retrouve le même type de paysage. On peut ainsi aussi évoquer l'influence du biotype où s'établit un peuple. On pourra parler de musique alpine ici ou des steppes ailleurs. De même le type de biodiversité va permettre l'utilisation de tel type de matériaux plutôt qu'un autre (roseau, bois, etc.) qui va conditionner un style de musique. Le mode de vie intervient aussi et notamment le régime alimentaire ou les interdits religieux, qui vont conditionner l'abondance ou non de matière première pour la fabrication d'instruments de musique (peau de chèvre ou murier par exemple). Les inventions techniques les conditionnent aussi. La présence de certains types d'instruments aide à trouver les liens disparus entre ces civilisations aussi. Les frontières politiques sont très fluctuantes en Europe ; certains pays apparaissent ou disparaissent au fil du temps, mais les traditions restent. On peut ainsi définir quelques grandes zones :

#### France
Il existe depuis longtemps en France des traditions musicales variées selon les bassins linguistiques et culturels régionaux :
- Musique alsacienne
- Musique des Antilles françaises
- Musique auvergnate
- Musique basque
- Musique bretonne
- Musique corse
- Musique flamande
- Musique landaise
- Musique limousine
- Musique occitane
- Musique réunionnaise

## Musiques du monde
Au-delà de la culture musicale européenne, il existe d'autres cultures musicales, toutes aussi importantes mais qui nous sont peu familières. Elles utilisent parfois des systèmes et des échelles différentes des nôtres et les sons qu'elles produisent nous semblent parfois dissonants. Depuis des millénaires, d'autres musiques classiques existent de par le monde, avec des traités musicologiques et des pratiques savantes, telle que la musique Indienne. Il est utile, pour mieux les connaître, d'en découvrir les origines et l'évolution.
Parmi les aspects mis en avant dans ces musiques, il y a :
- un système référant gardien de la tradition au moyen d'une classification des modes (maqâm, râga, dastgâh, etc.).
- une incursion du sentiment et de l'état émotionnel à produire ou induire
- une division mathématique et complexe du rythme
- un usage en fonction de l'heure du jour ou de la nuit, et en fonction de la date ou de la saison
- un système tonal et modal, diatonique, ignorant de l'harmonie et usant de bourdon
- un usage d'intervalle microtonal variable divisant l'octave au-delà des douze notes chromatiques
- un usage d'échelles variées (pentatonique, hexatonique, heptatonique ou mixte)
- une grande part de l'interprétation laissée à l'improvisation
- un usage d'instruments de musique complexes
- une pratique soliste ou en petite formation
- une transmission orale de maitre à disciple
- une pratique soutenue par des Cours royales
- une coexistence de nombreux régionalismes formant un folklore vivant
- une structuration sociale par la musique
- une proximité avec la danse ou le théâtre

Il est difficile de dire où exactement la musique est née, et à partir de quel moment on différencie un cri d'un chant. On a retrouvé des instruments datant de la période préhistorique (flûte, lithophone). Mais la musique proprement dite, si l'on entend par là une organisation systématique d'un ensemble de production sonore à partir d'instruments de divers types, date elle de la civilisation sumérienne, soit environ 3000 avant Jésus-Christ, en Mésopotamie. De là elle s'est propagée en Égypte. Il semblerait que dans le même temps la Chine, la Perse et l'Inde ont aussi développé une musique particulière. De là, à la suite des influences égyptienne et indo-persane elle se serait propagée en Grèce et en Occident. Ce sont les religions qui ont apporté la musique théorisée par le simple effet attendu d'un rite sacré , premièrement pour le Judaïsme ou le Bouddhisme puis assez tardivement — mais de façon puissante par l'écriture de partition — pour le Christianisme et enfin l'Islam.

### Musique africaine
On peut la scinder en deux sous-groupes : la musique nord-africaine ayant subi l'influence de la musique savante arabe et andalouse, et la musique noire-africaine qui n'a pas développé de musique savante et qui est restée très rythmique.

### Musique américaine
La musique américaine des autochtones n'existe quasiment plus ; elle a été remplacée par celle apportée par les immigrants européens. Elle s'est ensuite métissée à la musique africaine à la faveur de la déportation massive des esclaves vers le nouveau monde. Au-delà de l'agrément ou de la lamentation, elle devient plus que jamais un mode de défi, d'échappatoire, de rébellion ou de contestation politique. La musique anglo-saxonne ayant déjà été traitée, il reste à découvrir les musiques d'origines latines.

#### Musique autochtone d'Amérique
Qu'elle appartienne à une tribu ou à un empire ancien, la musique autochtone se distingue par la multiplicité de ses variations régionales. Il n'y existe aucun système musical dédié, et l'instrumentation est relativement simple.

### Musique asiatique
La musique asiatique se caractérise par son ancienneté, sa richesse et sa complexité. De nombreux systèmes musicaux équivalents à notre musique classique s'y sont développés indépendamment les uns des autres, avec des modes et des échelles inconnus de nous. Des traités forts anciens y côtoient une tradition orale ininterrompue.

### Musique océanienne
Cette région isolée du reste du monde n'a guère connu de grands développements musicaux, du fait de l'absence de matériaux et techniques adéquats. Il n'y subsiste que peu de traditions originelles, en vertu de l'influence des colonisations européennes et des missionnaires chrétiens.

## Musiques religieuses
Dans des frontières politiques ou culturelles, les religions ont développé des rituels complexes où la musique joue un rôle essentiel soit par rapport au divin, soit par rapport aux fidèles et par rapport aux instruments utilisés comme le cithar ou l'orgue. Ces musiques ont conservé assez souvent un caractère archaïque. Malgré certaines influences régionales, elles peuvent conserver les mêmes pratiques même loin de leur centre historique ou immergées dans une autre culture par exemple le gospel-blues. Cependant la musique sacrée a un dynamisme de création  qui lui fait par exemple intégrer les instruments électriques ou encore être composée à la pointe de la musique contemporaine.

## Musiques populaires occidentales
Parallèlement aux versants savant et traditionnel, prennent une importance grandissante à partir du XXe siècle les différents genres musicaux populaires auxquels les moyens de communication de masse permettent une diffusion sans précédent.
Au début du XXe siècle, la musique occidentale a profondément changé, bouleversée jusque dans ses fondements. Ont aussi changé, grâce à l'invention récente de la radiodiffusion et du phonographe, les modes et les temps de l'écoute, à l'origine limitée aux concerts donnés dans des lieux spécifiquement dédiés comme les salles de théâtre, les clubs ou les domiciles privés. Elle commence d'une part à se créer un public potentiel plus vaste, qui apprécie des structures mélodiques et harmoniques plus simples, et d'autre part, jamais comme durant cette période historique il n'aura été aussi facile, pour qui veut jouer de la musique, de se procurer un instrument et d'apprendre à l'utiliser.
À ceci doit être ajoutée une seconde révolution, technologique également, l'invention du haut-parleur et de l'amplification audio qui permet de faire entendre ensemble des instruments qui ne pourraient l'être autrement, le son des uns étant couvert par celui des autres, comme une guitare, une batterie et un piano.
Ces nouvelles possibilités techniques offrent une occasion de développer de nouveaux moyens d'expression que la musique savante tarde à accueillir et que la musique populaire adopte sans problème, créant entre 1920 et la fin des années 1980 et, dans une moindre mesure, pendant les années successives, une floraison de nouveaux styles ou genres comme le jazz, le blues, le rock, la soul music, la musique pop, la musique funk, le rap, le metal, la fusion, chacun de ces styles se subdivisant ensuite en sous-genres. Naissent ainsi des personnages qui deviennent d'authentiques phénomènes médiatiques atteignant une popularité sans précédent (Frank Sinatra, Elvis Presley, Michael Jackson ou les Beatles par exemple).
Ces facteurs, ajoutés aux mutations sociales et économiques du monde occidental, font se développer d'une manière extrêmement importante les aspects commerciaux du phénomène musical : dans le courant du XXe siècle, la demande populaire de musique fait naître, en occident et dans le reste du monde, une véritable industrie musicale, aux dimensions et aux ressources gigantesques.
L'industrie du disque était déjà une industrie de l'enregistrement qui nécessitait de grands investissements et offrait des marges bénéficiaires faibles. Il fallait vendre de grandes quantités de disques pour rembourser les investissements. Le copyright, et ses droits associés, sont un des domaines les plus complexes et ils donnent la clé pour comprendre de manière approfondie les pratiques commerciales de l'industrie du divertissement contemporaine. Avec les technologies numériques, les coûts de production ont baissé, "les droits ont une valeur très différente, et la création de nouveaux produits qui peuvent être lancés sur le marché devient moins importante que le contrôle des droits qui peuvent être exploités".

### Jazz
Le jazz est né aux États-Unis au début du XXe siècle, d'un mélange de musiques élaborées par les Afro-Américains. Ses ancêtres sont les work songs, chants de travail des esclaves africains et les chants religieux, negro spirituals et gospel, chantés dans les églises lors des cérémonies religieuses. Au début du XXe siècle, le blues se développe dans le Delta du Mississippi et est largement diffusé à partir de 1920 et le premier enregistrement de Mamie Smith.
Parallèlement, le ragtime apparait, style de piano incarné par Scott Joplin, musique syncopée influencée par la musique classique occidentale. Dans les années 1920, le stride se développe à Harlem. Héritier du ragtime, le stride introduit l'utilisation d'une pulsation ternaire, et la virtuosité des musiciens augmente, comme chez James P. Johnson. Le boogie-woogie se développe à la même époque à Chicago.
C'est à La Nouvelle-Orléans que l'on fait en général naitre le jazz, avec les formations orchestrales des « brass bands », mélange de marches militaires revisitées par les noirs américains et les créoles, qui privilégie l'expression collective. Le premier enregistrement de jazz voit le jour en mars 1917 par l'Original Dixieland Jass Band. Autoproclamé inventeur du jazz, Jelly Roll Morton est en effet un passeur entre ragtime et jazz, mais ce sont Kid Ory, Sidney Bechet et surtout Louis Armstrong qui s'imposent comme les grands solistes des formations nouvelle Orléans, ce dernier ouvrant avec ses solos la porte à l'ère du swing.
Considéré comme l'âge d'or du jazz, apparu vers les années 1930, le swing (ou middle jazz) se démarque du jazz Nouvelle-Orléans par un orchestre de plus grande taille, et privilégie les solistes au détriment de l'expression collective. C'est l'ère des big bands de Duke Ellington, Count Basie, Glenn Miller, avec un répertoire marqué par les compositions de George Gershwin, Cole Porter, Richard Rodgers... et les chansons de variété de Tin Pan Alley, qui forment l'ossature des standards de jazz. Les grands solistes de cette époque sont Coleman Hawkins et Lester Young.
Au début des années 1940 naît le bebop. Tempos ultra rapides, petites formations, virtuosité époustouflante, innovations harmoniques et rythmiques, la rupture est brutale et emmenée par Charlie Parker, Dizzy Gillespie, Thelonious Monk. L'intellectualisation du jazz par le bebop ne sera pas toujours bien perçu par le public et certains critiques, notamment Hugues Panassié en France sera particulièrement virulent contre cette nouvelle forme de jazz.
Vers les années 1950 apparaissent des évolutions au bebop, comme le cool et le Hard bop. Le cool et le jazz West Coast regroupent des évolutions du bop moins marquées par le rythme, et généralement faite par des blancs. Les four Brothers de Jimmy Giuffre, les innovations de Lennie Tristano et la collaboration entre Miles Davis et Gil Evans sont généralement regroupés sous cette bannière. Au contraire, le hard bop est plutôt un mouvement noir, visant à ré-introduire plus de soul et de blues dans le bop, et pour qui l'aspect rythmique est prédominant. Art Blakey, Horace Silver ou Sonny Rollins y participent. D'autres personnalités inclassables émergent: Bill Evans, Charles Mingus, Oscar Peterson...
À la fin des années 1950, les structures harmoniques et l'improvisation sont portées à leurs limites par John Coltrane. Emmenés par Coltrane et Ornette Coleman les musiciens bouleversent la structure musicale et les techniques instrumentales. La grille harmonique, le rythme régulier, et même le thème sont supprimés, au profit d'improvisations collectives, la prédominance de l'énergie, et l'utilisation de techniques non conventionnelles : suraigus, growl, cris, slaps, « sons sales », voire bruitistes. c'est la naissance du free jazz. Les réactions des critiques à cette nouvelle forme de jazz sont féroces, et le public beaucoup moins nombreux à suivre cette musique nouvelle.
Dès les années 1960, et surtout les années 1970, s'amorcent des mouvements de fusion entre le jazz et d'autres courants musicaux, le jazz et la musique latine donne le latin jazz, mais surtout la fusion entre le jazz et le rock, le jazz-rock, qui remporte un grand succès. Les grandes figures en sont Miles Davis et le groupe Weather Report.
Au même moment, la création de la maison de disquess ECM à Munich participe à la création et à la diffusion d'un jazz plus « Européen », aux sonorités plus feutrées et subtiles, inspiré par la musique classique, la musique contemporaine et les musiques du monde. Jan Garbarek, John Surman, Louis Sclavis, Kenny Wheeler en sont quelques représentants.

### Rock
Mode d'expression musicale le plus répandu au monde et le plus ancré dans la jeunesse depuis les années 1950, le rock a été à la pointe de toutes les revendications sociales.
Il est devenu une culture à part entière et a permis à plusieurs générations de chanter leurs idéaux et leur besoin de liberté.

### Musique pop
C'est un courant musical apparut dans les années 1960 en Europe principalement avec le groupe Anglais les Beatles
Histoire de la pop

### Metal
Un sous-genre du rock apparu au début des années 1970 avec Black Sabbath dans son album éponyme. Au fil des ans le heavy metal traditionnel s'est diversifié en beaucoup de sous-genre. Les groupes de metal sont généralement composés d'une ou plusieurs guitares, d'une basse, d'une batterie et d'un chanteur. Plusieurs types de chants sont apparus progressivement, notamment le chant guttural dans le metal plus extrême (death metal, black metal...). Le metal en général est considéré comme une musique "underground", c'est-à-dire en dehors des médias de masse.

### Rap
Le rap est une forme d'expression vocale sur fond musical appartenant au mouvement culturel hip-hop, apparue au milieu des années 1970 dans les ghettos aux États-Unis. Le rap consiste le plus souvent à égrener des couplets rimés séparés par des refrains, accompagnés de rythmes (beat, scratching, échantillonnage). Ayant été influencé par d'autres genres musicaux (reggae, blues, jazz, etc.), le rap a acquis une popularité de plus en plus grande au fil des années 1980.
Ce style a été amené de manière prédominante par les musiques soul et funk, lesquelles répétaient tout au long des morceaux leurs rythmes et leurs thèmes musicaux. Dans les années 1960 et 1970, James Brown jette certaines bases sur lesquelles sera fondée une partie du rap : une musique rythmée (ses enregistrements sont encore aujourd'hui une source de samples inépuisable pour les DJ), un style de chant saccadé, parfois parlé ou crié et des textes véhiculant une forte identité et des revendications sociales ou politiques. C'était le parfait tremplin pour pousser les MC (Master of Ceremony) à écrire leurs rimes. C'est d'ailleurs toujours ce qui attire le plus dans le rap : l'emphase mise sur les paroles et la prouesse de leurs élocutions.

## Musiques métissées
Autre phénomène récent et populaire, la conjonction au sein d'une même musique de plusieurs courants (jusque-là séparés), par l'apport d'une part d'instruments ou de musiques traditionnels et d'autre part, par l'apport d'instruments ou de musiques modernes. Ce métissage peut aussi être la conjonction de plusieurs apports traditionnels d'horizons lointains les uns des autres. Il peut enfin résulter d'un nouvel aménagement de pratiques ou instrumentations anciennes à partir d'une création ex nihilo.

### Filmographie
- Pascal Goblot, Sapiens, et la musique fut (2020, France), film documentaire (53')